# サムエル・コスタ
サムエル・アウメイダ・コスタ（Samuel Almeida Costa、2000年11月27日 - ）は、ポルトガル・アヴェイロ出身のサッカー選手。RCDマジョルカ所属。ポジションはMF。

## クラブ経歴
2020年7月25日、FCポルトとのリーグ戦でSCブラガでのトップチームデビューを飾った。
2020年9月10日、UDアルメリアにレンタル移籍した。2021年6月11日に完全移籍となり、5年契約を結んだ。
2023年8月10日、RCDマジョルカに5年契約で移籍した。